# 莫舒帕
莫舒帕是非洲南部國家博茨瓦納的城鎮，由南部區負責管轄，位於首都嘉柏隆里以西約60公里，居民主要信奉基督教，2011年人口估計約20,000。
24°48′S 25°23′E / 24.800°S 25.383°E